# 雉姬
雉姬，朝鮮三國時代高句麗第二代王琉璃明王的繼室。漢人。琉璃明王第二任王后松氏死後，娶鶻川人禾姬與漢人雉姬為繼室，二人爭寵不和，分置東西二宮。後來雉姬受禾姫之辱忿而出走，琉璃追之不及，有感而發，作一首詩名為《黃鳥歌》，流傳至今。

## 脚注
1. ↑  . 斗山世界大百科.
2. ↑  . 韓國學中央硏究院.
3. ↑  . 冬十月，王妃松氏薨，王更娶二女以繼室。一曰禾姫，鶻川人之女也；一曰雉姫　漢人之女也。二女爭寵，不相和。王於涼谷造東西二宮，各置之，後王田於箕山，七日不返，二女爭鬪，禾姫罵雉姫曰︰「汝漢家婢妾，何無禮之甚乎？」雉姫慙恨亡歸。王聞之，策馬追之，雉姫怒不還。王嘗息樹下，見黄鳥飛集，乃感而歌曰︰「翩翩黄鳥，雌雄相依。念我之獨，誰其與歸？」